# 曼吉斯套區
44°41′24″N 53°04′12″E / 44.69000°N 53.07000°E

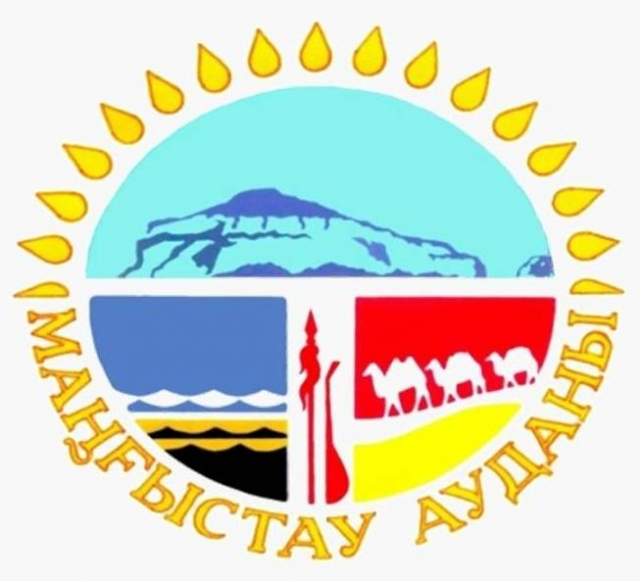

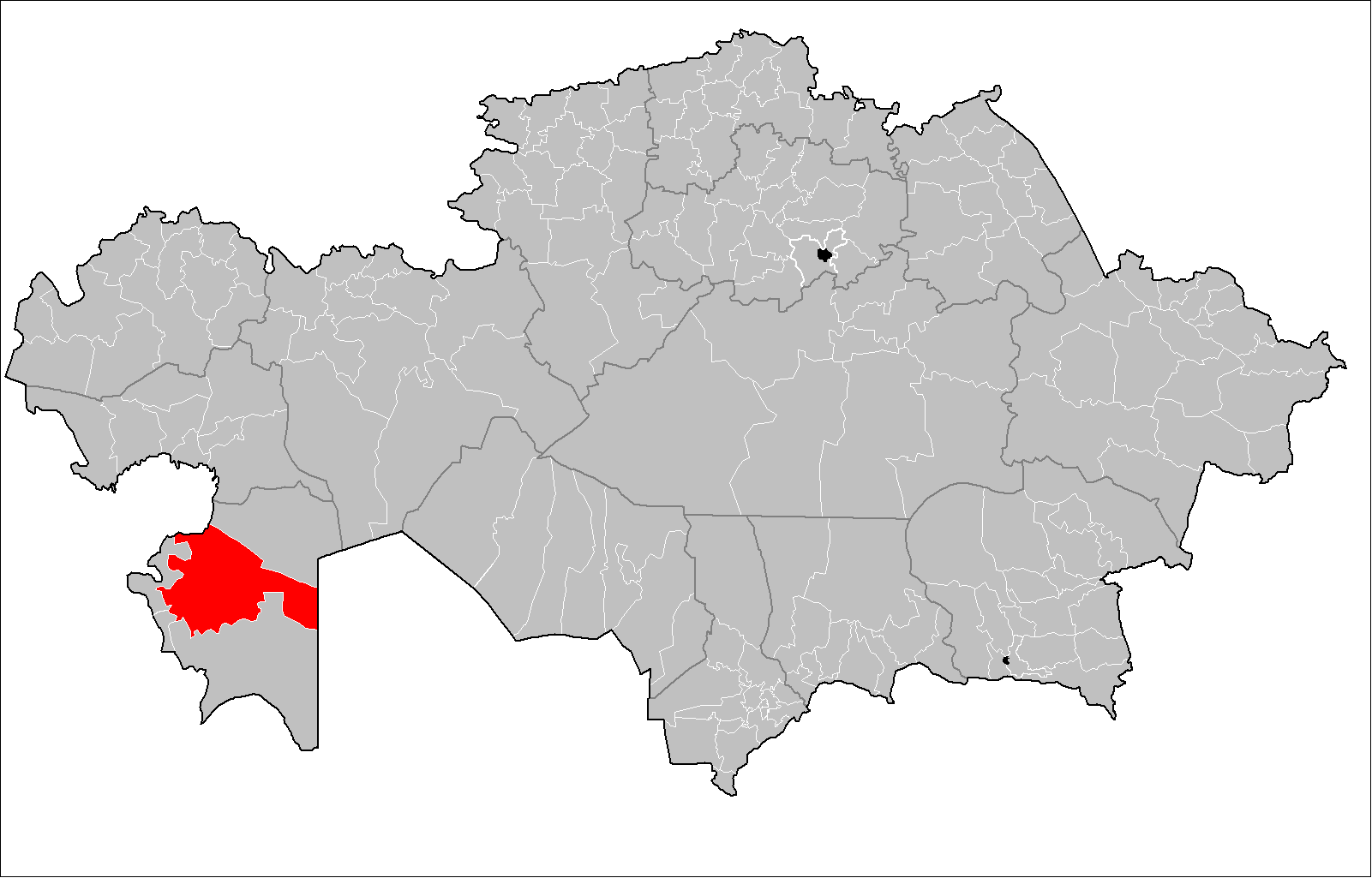

曼吉斯套區是哈薩克斯坦的行政區，位於該國西南部，由曼吉斯套州負責管轄，首府設於舍特佩，始建於1928年，面積47,018平方公里，2019年人口39,153。